# Lillsjöhögen
Lillsjöhögen är en mindre ort i Lits distrikt (Lits socken) i Östersunds kommun. Lillsjöhögen ligger cirka 30 kilometer öster om Östersund, vid Kråksjön. En del av bebyggelsen i Lillsjöhögen ingår i småorten Sännsjölandet och Lillsjöhögen
Senaste tillskottet i byn är en stavkyrka som invigdes 2011 mittemot Furustrand, som är föreningshuset i byn.
Mellan 1990 och 1999 låg Little Lake Hill Canoecenter i byn men verksamheten flyttade sedan till Lits camping som var en lämpligare plats med bättre service, och där det finns stugor och camping.